# Сесине-Паризе
Сейссине-Паризе (фр. Seyssinet-Pariset) — коммуна во Франции, находится в регионе Рона — Альпы. Департамент коммуны — Изер. Входит в состав кантона Фонтен-Сейссине. Округ коммуны — Гренобль.
Код INSEE коммуны — 38485. Население коммуны на 2007 год составляло 12582 человека. Населённый пункт находится на высоте от 209 до 1 565 метров над уровнем моря. Муниципалитет расположен на расстоянии около 480 км юго-восточнее Парижа, 95 км юго-восточнее Лиона, 3 км западнее Гренобля. Мэр коммуны — Marcel Repellin, мандат действует на протяжении 2008—2014 гг.
Динамика населения (INSEE):

## Города-побратимы
- Сан-Джованни-Лупатото, Италия (1986)